# Giachen Casper Muoth
Giachen Casper Muoth (o Giacun Hasper Muoth) (Breil/Brigels, 29 de setembre de 1844 - Coira, 6 de juliol de 1906) fou un historiador, escriptor i poeta romanx.
Després de les primeres etapes d'escolarització, de les quals un any a l'escola de l'abadia de Disentis (1861-1862), feu estudis d'història, filologia i filosofia a la Universitat de Múnic (1868-1873). Va ser nomenat professor d'història, alemany i llengües clàssiques a l'escola cantonal de Coira (1873-1905), encàrrecs als quals s'afegí el de romanx des de 1895. Es donà a conèixer com a autor amb l'obra de temàtica idíl·lica rural Las spatlunzas (Les bregadores, és a dir, les batedores de lli); una altra font d'inspiració per a la seva obra fou la història dels Grisons, sobre la qual publicà diversos poemes èpics: p. ex. en La dertgira nauscha da Valendau (1450) canta la victòria de la Lliga Grisa sobre la Lliga Negra.
És considerat un dels autors més importants en romanx del segle xix i se l'anomenà prenci-poet (príncep dels poetes). La seva obra cabdal és Il Cumin d'Ursèra. També és molt coneguda la seva poesia en defensa de la llengua: Al pievel romontsch ("Al poble romanx") que s'inicia amb els versos Stai si! defenda / Romontsch tiu vegl lungatg! ("Aixeca't, romanx, defensa la teva vella llengua").

## Obra

### Creació literària
- Las spatlunzas (1872)
- La vusch de S. Gliezi (1872)

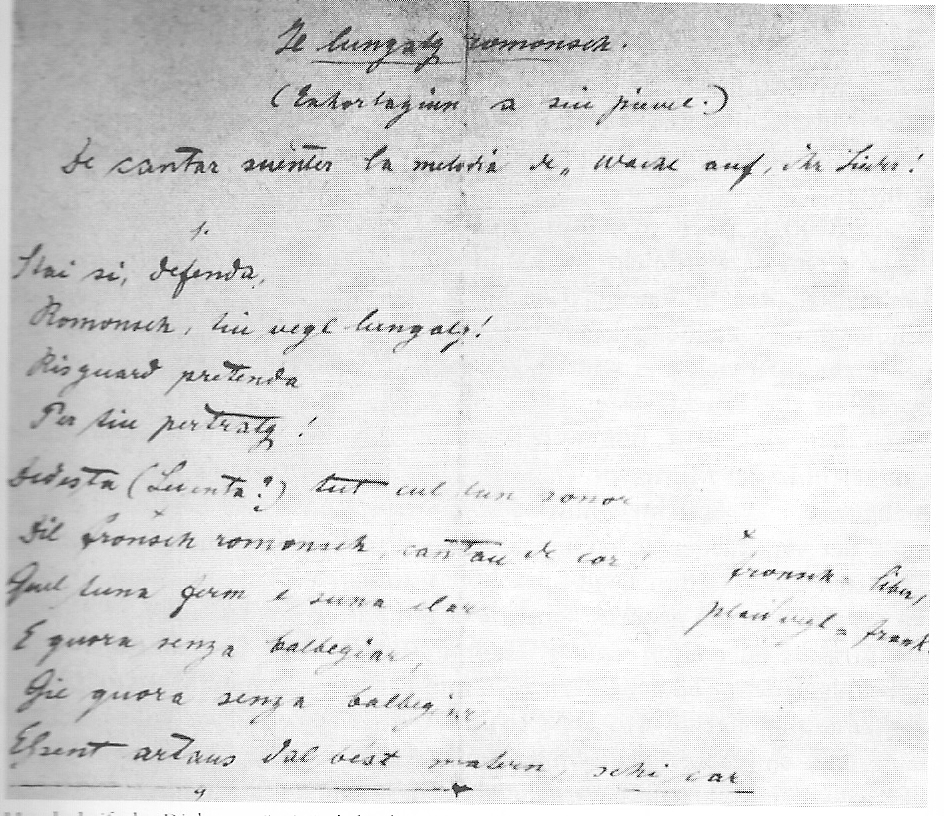
Autògraf de la poesia Al pievel romontsch

- La dertgira nauscha de Vallendau (1450) (1882)
- Igl eremit S. Sigisbert (1885)
- Il Gioder (1886)
- Al pievel romontsch (1887)
- Il tirann Victor (1887)
- La vendetga dils Grischs (1893)
- Il Cumin d'Ursèra de 1425 (1896)
- A mesiras (1896)

### Obra filològica i històrica
- Romontsch u Tudesc (1893)
- Grammatica romontscha-tudestga, contenenta ils principals elements formals dil lungatg tudestg en lur relaziun cul lungatg romontsch dil Rein, cun exempels ed exercecis (1890)
- Zwei sogenannte Ämterbücher des Bistums Chur aus dem Anfang des 15. Jahrhunderts (1898)
- Churrätien in der Feudalzeit (1902)